# Zamorita
Jorge Zamora Montalvo (La Habana, 19 de abril de 1928-30 de noviembre de 2022) apodado como Zamorita, fue un actor, compositor y cantante cubano con más de siete décadas de trabajo en el cine (desde la Época de Oro del cine mexicano) y la televisión en México.

## Biografía
En su tierra natal realizó todos sus estudios. Para el año de 1948 se inició como actor, y más adelante se reveló como compositor al presentar su primera canción, "Mi adversidad".
Además de sus actividades como actor y compositor, tuvo que desempeñarse en los empleos de trabajador de comunicaciones y cartero, para poder subsistir. Pero la actuación y la música fueron siempre sus grandes pasiones. En la actuación, tuvo la oportunidad de alternar con los más destacados actores de cine y televisión, y en cuanto a la música, no perdía la oportunidad de componer canciones cada que disponía de un poco de tiempo, y así creó varias, de entre las cuales destacan: "Enséñame tú" (que popularizó Germán Valdés "Tin-Tan"), "La basura", "Sr. Juez" y "Bómboro quiñá quiñá", que son las que más satisfacciones le dieron durante su carrera, además de su composición "No me molesto", que le compuso a su madre.[cita requerida]
Debutó en la televisión participando en el programa Teatro Fantástico.
Asimismo, realizó varias canciones en coautoría: con Tin-Tan, "Go Go Afrocán"; con Arturo Castro, "Chisme caliente", que grabada para el programa de televisión Chispas de chocolate, y que impulsó su ya prometedora carrera.[cita requerida]
Su brillante trayectoria como actor y compositor le valió muchos reconocimientos, trofeos y diplomas, tanto en su país natal, Cuba, como en su país adoptivo, México.[cita requerida]
Perteneció a la Sociedad de Autores y Compositores de México (SACM), a la Asociación Nacional de Actores (ANDA) y a la Asociación Nacional de Intérpretes (ANDI).

## Filmografía
- Teatro fantástico (1955) Serie de TV
- El fantasma de la opereta (1960)
- La tijera de oro (1960)
- Dos locos en escena (1960)
- Variedades de medianoche (1960)
- "Los Polivoces I" (1960) Serie de TV (como Zamorito) .... Papeles varios
- El duende y yo (1961)
- Guantes de oro (1961)
- Con quien andan nuestros locos (1961)
- ¡En peligro de muerte! (1962)
- Frankestein, el vampiro y compañía (1962) (sin acreditar)
- Tin-Tan el hombre mono (1963) .... Mondongo, guía
- Las aventuras del guardián (1963)
- Vivir de sueños (1964)
- Tintansón Cruzoe (1965)
- Gigantes planetarios (1965) (sin acreditar) .... Nativo de África
- Chanoc (1967)
- Crisol (1967)
- El crepúsculo de un dios (1969)
- ¡Ahí madre! (1970)
- "Chespirito I" (1970)
- "Los Polivoces II" (1970)
- "Die Baumwollpflücker" .... Abraham (1 episodio, 1970)
- Das Ei des Abraham (1970) Episodio de TV .... Abraham
- Chico Ramos (1971)
- Los cacos (1972) (como Zamorito)
- Los hijos de Satanás (1972)
- Hijazo de mi vidaza (1972)
- Triángulo (1972)
- El negocio del odio (1972)
- Vidita negra (1973)
- Un camino (1973)
- El premio Nobel del amor (1973) (como Zamorita)
- Masajista de señoras (1973)
- Entre pobretones y ricachones (1973) .... El Jimmy
- El capitán Mantarraya (1973)
- La madrecita (1974)
- Viaje fantástico en globo (1975) - Joe Wilson
- El show de Enrique el Polivoz (1976) Series de TV
- Somos del otro Laredo (1977)
- Maten al león (1977) (como Zamorita) .... Ordenanza
- El triángulo diabólico de las Bermudas (1978) "The Bermuda Triangle" - México (título original)
- El futbolista fenómeno (1979)
- El robo imposible (1981) .... Sirviente
- El fantasma del lago (1981) (sin acreditar) .... Espiritista
- Fieras contra fieras (1982)
- Romancing the Stone (1984)
- Noche de carnaval (1984)
- Fiebre de amor (1985) .... Elevadorista Del Hotel
- Chispas de chocolate (1985) Serie de TV
- El rey de los taxistas (1988)
- Pero sigo siendo el rey (1988) .... Pedro Prieto
- Arriba el telón (1989)
- Cuando el diablo me dio el anillo (1989)
- Keiko en peligro (1990)
- La taquera picante (1990)
- Lencha la justiciera (1990)
- Acapulco, cuerpo y alma (1995) Telenovela (como Zamorita) .... Goyo (1995)
- Mi querida Isabel (1997) Telenovela
- Rencor apasionado (1998) Telenovela
- Derbez en cuando (1998) Programa de televisión (1 Sketch - Entrevistador de Armando Hoyos)
- Ramona (2000) Telenovela .... Negro Memphis (episodios desconocidos)
- Mujer, casos de la vida real (1 episodio, 2003)
- Vida nueva (2003) Episodio de TV
- XHDRBZ (2003) (Sketch de Pepe Roni) - Zamorita
- La escuelita VIP .... Rey Mago (1 episodio, 2004)
- La pastorela (2004) Episodio de TV .... Rey Mago
- Rebelde .... Maurice (1 episodio, 2004)
- Hospital El Paisa .... Pelé (1 episodio, 2004)
- Algo nos separa (2004) Episodio de TV .... Pelé
- Sueños y caramelos .... (2005)... Abuelo del Flaco
- Par de ases (2005) Series de TV .... Varios
- Código postal .... El Negro (4 episodios, 2006-2007)
- Destilando amor .... Brujo (1 episodio, 2007)
- Adictos (1 episodio, 2009)
- Robar (2009) Episodio de TV (como Zamorita)
- Tin Tan, un documental de Francesco Taboada Tabone (2010)
- El fantástico mundo de Juan Orol (2012)